# Notholaena neglecta
Notholaena neglecta är en kantbräkenväxtart som beskrevs av William Ralph Maxon. Notholaena neglecta ingår i släktet Notholaena och familjen Pteridaceae. Inga underarter finns listade.